# Юстінас Янушевський
Юстінас Янушевський (лит. Justinas Januševskij; нар. 26 березня 1994) — литовський футболіст, захисник клубу «Паневежис».
Виступав, зокрема, за клуб «Тракай», а також національну збірну Литви.

## Клубна кар'єра
Народився 26 березня 1994 року. Вихованець футбольної школи клубу «Тракай». З 2014 року почав залучатися до складу основної команди клубу, відразу ставши її основним захисником.
28 грудня 2019 року гравець уклав угоду з «Паневежис».
Надалі виступав за литовські команди «Судува» та «Банга».
3 січня 2025 року Юстінас повернувся до клубу «Паневежис».

## Виступи за збірні
2012 року дебютував у складі юнацької збірної Литви, взяв участь у 4 іграх на юнацькому рівні.
Протягом 2013–2016 років залучався до складу молодіжної збірної Литви. На молодіжному рівні зіграв у 20 офіційних матчах.
2018 року дебютував в офіційних матчах у складі національної збірної Литви.

## Титули і досягнення
- Володар Кубка Литви (2):

«Паневежис»: 2020
«Банга»: 2024
- Володар Суперкубка Литви (2):

«Паневежис»: 2021
«Судува»: 2022